# Comarque de l'Èbre
Pour les articles homonymes, voir Ebro (homonymie).
La comarque de l'Èbre (comarca del Ebro en espagnol) est une comarque située au nord-est de la province de Burgos, dans la communauté de Castille-et-León en Espagne. Elle inclut l'enclave de Treviño. 

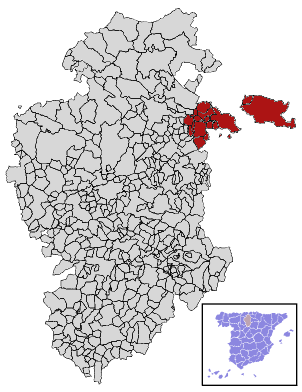
La comarque del Ebro.

## Présentation
La comarque est située au nord-est de la province et est traversée du nord-ouest au sud-est par la rivière de l'Èbre
Les monts Obarenes séparent la région du plateau à l'ouest de la capitale Miranda de Ebro. Cette région compte environ 58 000 habitants.

## Municipalités et localités

### Municipalités
- Altable
- Ameyugo
- Bozoó
- Bugedo
- Comté de Treviño
- Encío
- La Puebla de Arganzón
- Miranda de Ebro
- Pancorbo
- Santa Gadea del Cid
- Valluércanes

### Entités locales
| - Ayuelas - Bardauri - Bayas - El Ternero - Guinicio | - Herrera - Ircio - Montañana - Moriana | - Obarenes - Orón - Portilla - Sajuela | - San Miguel del Monte - Suzana - Valverde de Miranda - Villanueva Soportilla |

### Enclave de Treviño
- La Puebla de Arganzón
- Comté de Treviño

Concejos du comté de Treviño
| - Aguillo - Albaina - Añastro - Argote - Armentia - Arrieta - Ascarza - Bajauri - Burgueta | - Busto de Treviño - Cucho - Dordoniz - Doroño - Franco - Fuidio - Golernio - Grandival - Imiruri | - Laño - Marauri - Muergas - Obécuri - Ocilla y Ladrera - Ogueta - Ozana - Pangua - Pariza | - Samiano - San Martín de Zar - San Vicentejo - Saraso - Taravero - Torre - Treviño - Uzquiano - Villanueva Tobera |

Villages du comté de Treviño
| - Ajarte - Araico - Arana - Ladrera | - Meana (Quartier) - Mesanza - Moraza - Moscador de Treviño | - Ochate - Ocilla - Pedruzo - San Esteban de Treviño | - San Martín Galvarín - Saseta - Zurbitu |